# Miracatu
Miracatu este un oraș în São Paulo (SP), Brazilia.